# Stauffer-Dönhoff-Kontroverse
Die Stauffer-Dönhoff-Kontroverse ist ein Streit unter Historikern und Betroffenen, dessen Ausgangsbasis zwei Bücher des Schweizer Diplomaten und Historikers Paul Stauffer sind und der sich vor allem auf zwei strittige Punkte bezieht, nämlich einerseits den Wahrheitsgehalt und die Authentizität von Aussagen und Schriften des Schweizer und IKRK-Diplomaten und historischen Schriftstellers Carl Jacob Burckhardt, so vor allem in seinem Buch Meine Danziger Mission, andererseits um ein Schriftstück, nachzulesen in Burckhardts Memorabilien, das Burckhardt der späteren Publizistin Marion Gräfin Dönhoff bereits 1938 übersandt haben will und das deren frühe Zugehörigkeit zum Widerstand gegen das nationalsozialistische Regime „beglaubigt“ hätte (Stauffer: „Widerstands-Zertifikat“ und „Beglaubigungsschreiben“).
Bis zu seinem 100. Geburtstag war Carl Jacob Burckhardt eine vielbewunderte Lichtgestalt in der Schweiz und in Deutschland gewesen. Seine im Jahre 1960 publizierten Erinnerungen an seine Tätigkeit als Völkerbund-Hochkommissar in der Freien Stadt Danzig von 1937 bis 1939 unter dem Titel Meine Danziger Mission waren zu vielzitierten Geschichtsquellen geworden. Im Jahre 1954 hatte er den Friedenspreis des Deutschen Buchhandels erhalten (Festredner war Bundespräsident Theodor Heuss).
1985 hatte Dönhoff Stauffer brieflich versichert, das Schriftstück 1971, also mit über dreißigjähriger „Verspätung“, zu Gesicht bekommen zu haben. Burckhardt habe den Brief 1938 zwar geschrieben, aus Furcht vor der Gestapo-Zensur aber zurückbehalten. Erst im Zusammenhang mit der Verleihung des Friedenspreises des Deutschen Buchhandels an Dönhoff (1971) habe er ihr das Dokument „zur Verfügung gestellt“. Ferner hatte sie angegeben, bereits zu Burckhardts Danziger Zeit (1937–39) auch mit Claus Graf Schenk von Stauffenberg „widerständigen“ Kontakt unterhalten zu haben.
Stauffer legt in seinem Buch (1998) dar, dass sich in der umfangreichen Literatur zum Attentat vom 20. Juli 1944 keinerlei Hinweise auf Kontakte zwischen Dönhoff und Graf Stauffenberg fänden und dass die konspirativen Aktivitäten des Hitler-Attentäters Claus von Stauffenberg erwiesenermaßen erst 1943 einsetzten.
Obwohl sie selbst den Hergang seinerzeit so dargestellt hatte, behauptete Dönhoff später, das sei eine Erfindung des „Fälschers“ Stauffer. Später hatte sie dann noch in einer anderen Version angegeben, Burckhardts Schreiben 1969 in einer Festschrift zum ersten Mal gelesen zu haben.
Gemäß der Darstellung in Alice Schwarzers interviewbasierter Dönhoff-Biographie Ein widerständiges Leben (1996) ist ihr Burckhardts Brief „auf Umwegen“ im Winter 1938 doch zugekommen. Dem Wunsch des Absenders entsprechend, habe sie das Original nach der Lektüre als Vorsichtsmaßnahme sogleich vernichtet. Ein anderer (namentlich nicht genannter) Schweizer Diplomat – nach Stauffer ein „Erzeugnis Dönhoffscher Erfindungsgabe“ – habe im Auftrag Burckhardts eine Kopie des Schriftstücks aufbewahrt, so dass der Inhalt des angeblich 1938 vernichteten Briefes doch ins Jahr 1971 gerettet werden konnte.
Stauffer warf Dönhoff daraufhin vor, ebenso wie Burckhardt an ihrer eigenen Selbststilisierung und Selbstglorifikation gearbeitet zu haben (Dönhoff: „Nicht die Fakten sind entscheidend, sondern die Vorstellung, die sich die Menschen von den Fakten machen.“)
Auch Fritz J. Raddatz, der bis 1985 Feuilletonchef der Zeit war, warf seiner langjährigen Chefin vor, sie habe ebenso „emsig wie leise am Schleier der Selbstmythisierung“ gewoben. Von Alice Schwarzer über Altkanzler Helmut Schmidt bis Rudolf Augstein hätten viele der Selbstverklärung der Zeit-Herausgeberin Schützenhilfe geleistet und sie ohne konkrete Belege dem „Umkreis des antifaschistischen Widerstands“ zugeordnet. Theo Sommer, früherer Chefredakteur und auch Mitherausgeber der Zeit, erklärte daraufhin, es sei „vollends unanständig“ von Raddatz, Dönhoff zu unterstellen, sie „habe sich zu Unrecht als Widerstandskämpferin aufgeführt“.

## Belege
1. ↑  Alice Schwarzer, Marion Dönhoff. Ein widerständiges Leben, 16. Auflg. Köln 1997, S. 111 f.
2. ↑  Fritz J. Raddatz, Unruhestifter. Erinnerungen, München 2003, S. 357 f.